# Liste des titres musicaux numéro un en France en 2006
Cette page liste les titres numéro un dans les meilleures ventes de disques en France pour l'année 2006. Ils sont issus des classements suivants : les 100 meilleures ventes de singles, les 50 meilleures téléchargements de singles et les 150 meilleures ventes d'albums.

## Classement des singles
| Semaine | Date         | Physique                      | Physique                                | Digital                                                       | Digital                               |
| Semaine | Date         | Artiste                       | Titre                                   | Artiste                                                       | Titre                                 |
| ------- | ------------ | ----------------------------- | --------------------------------------- | ------------------------------------------------------------- | ------------------------------------- |
| 1       | 7 janvier    | Juanes                        | La camisa negra                         | Madonna                                                       | Hung Up                               |
| 2       | 14 janvier   | Juanes                        | La camisa negra                         | Madonna                                                       | Hung Up                               |
| 3       | 21 janvier   | Amine                         | J'voulais                               | Madonna                                                       | Hung Up                               |
| 4       | 28 janvier   | Nolwenn Leroy                 | Nolwenn Ohwo !                          | Madonna                                                       | Hung Up                               |
| 5       | 4 février    | Amine                         | J'voulais                               | Madonna                                                       | Hung Up                               |
| 6       | 11 février   | Amine                         | J'voulais                               | Madonna                                                       | Hung Up                               |
| 7       | 18 février   | Amine                         | J'voulais                               | Zucchero & Maná                                               | Baila morena                          |
| 8       | 25 février   | Zucchero & Maná               | Baila morena                            | Zucchero & Maná                                               | Baila morena                          |
| 9       | 4 mars       | Zucchero & Maná               | Baila morena                            | Zucchero & Maná                                               | Baila morena                          |
| 10      | 11 mars      | Zucchero & Maná               | Baila morena                            | Zucchero & Maná                                               | Baila morena                          |
| 11      | 18 mars      | Zucchero & Maná               | Baila morena                            | Zucchero & Maná                                               | Baila morena                          |
| 12      | 25 mars      | Pigloo                        | Le Papa pingouin                        | Zucchero & Maná                                               | Baila morena                          |
| 13      | 1er avril    | Pigloo                        | Le Papa pingouin                        | Les Enfoirés                                                  | Le Temps qui court                    |
| 14      | 8 avril      | Pigloo                        | Le Papa pingouin                        | Les Enfoirés                                                  | Le Temps qui court                    |
| 15      | 15 avril     | Diam's                        | La Boulette (Génération nan nan)        | Les Enfoirés                                                  | Le Temps qui court                    |
| 16      | 22 avril     | Diam's                        | La Boulette (Génération nan nan)        | Rihanna                                                       | SOS                                   |
| 17      | 29 avril     | Diam's                        | La Boulette (Génération nan nan)        | Shakira featuring Wyclef Jean                                 | Hips Don't Lie                        |
| 18      | 6 mai        | Shakira featuring Wyclef Jean | Hips Don't Lie                          | Shakira featuring Wyclef Jean                                 | Hips Don't Lie                        |
| 19      | 13 mai       | Pakito                        | Living on Video                         | Shakira featuring Wyclef Jean                                 | Hips Don't Lie                        |
| 20      | 20 mai       | Pakito                        | Living on Video                         | Shakira featuring Wyclef Jean                                 | Hips Don't Lie                        |
| 21      | 27 mai       | Pakito                        | Living on Video                         | Shakira featuring Wyclef Jean                                 | Hips Don't Lie                        |
| 22      | 3 juin       | Pakito                        | Living on Video                         | Shakira featuring Wyclef Jean                                 | Hips Don't Lie                        |
| 23      | 10 juin      | Crazy Frog                    | We Are the Champions (Ding a Dang Dong) | Shakira featuring Wyclef Jean                                 | Hips Don't Lie                        |
| 24      | 17 juin      | Crazy Frog                    | We Are the Champions (Ding a Dang Dong) | Shakira featuring Wyclef Jean                                 | Hips Don't Lie                        |
| 25      | 24 juin      | Crazy Frog                    | We Are the Champions (Ding a Dang Dong) | Gnarls Barkley                                                | Crazy                                 |
| 26      | 1er juillet  | Crazy Frog                    | We Are the Champions (Ding a Dang Dong) | Gnarls Barkley                                                | Crazy                                 |
| 27      | 8 juillet    | Crazy Frog                    | We Are the Champions (Ding a Dang Dong) | Gnarls Barkley                                                | Crazy                                 |
| 28      | 15 juillet   | Cauet                         | Zidane y va marquer                     | Gnarls Barkley                                                | Crazy                                 |
| 29      | 22 juillet   | Cauet                         | Zidane y va marquer                     | Gnarls Barkley                                                | Crazy                                 |
| 30      | 29 juillet   | La Plage                      | Coup de boule                           | Gnarls Barkley                                                | Crazy                                 |
| 31      | 5 août       | La Plage                      | Coup de boule                           | Gnarls Barkley                                                | Crazy                                 |
| 32      | 12 août      | La Plage                      | Coup de boule                           | Gnarls Barkley                                                | Crazy                                 |
| 33      | 19 août      | Tribal King                   | Façon Sex                               | Gnarls Barkley                                                | Crazy                                 |
| 34      | 26 août      | Tribal King                   | Façon Sex                               | Bob Sinclar & Cutee B featuring Dollarman & Big Ali & Makedah | Rock This Party (Everybody dance now) |
| 35      | 2 septembre  | Tribal King                   | Façon Sex                               | Bob Sinclar & Cutee B featuring Dollarman & Big Ali & Makedah | Rock This Party (Everybody dance now) |
| 36      | 9 septembre  | Tribal King                   | Façon Sex                               | Bob Sinclar & Cutee B featuring Dollarman & Big Ali & Makedah | Rock This Party (Everybody dance now) |
| 37      | 16 septembre | Tribal King                   | Façon Sex                               | Gnarls Barkley                                                | Crazy                                 |
| 38      | 23 septembre | Johnny Hallyday               | La Loi du silence                       | Bob Sinclar & Cutee B featuring Dollarman & Big Ali & Makedah | Rock This Party (Everybody dance now) |
| 39      | 30 septembre | Moby & Mylène Farmer          | Slipping Away (Crier la vie)            | Moby & Mylène Farmer                                          | Slipping Away (Crier la vie)          |
| 40      | 7 octobre    | Faf Larage                    | Pas le temps                            | Faudel                                                        | Mon Pays                              |
| 41      | 14 octobre   | Faf Larage                    | Pas le temps                            | Faudel                                                        | Mon Pays                              |
| 42      | 21 octobre   | Faf Larage                    | Pas le temps                            | Faudel                                                        | Mon Pays                              |
| 43      | 28 octobre   | Faf Larage                    | Pas le temps                            | Cascada                                                       | Everytime We Touch                    |
| 44      | 4 novembre   | Faf Larage                    | Pas le temps                            | Cascada                                                       | Everytime We Touch                    |
| 45      | 11 novembre  | Faf Larage                    | Pas le temps                            | Cascada                                                       | Everytime We Touch                    |
| 46      | 18 novembre  | Faudel                        | Mon Pays                                | Fatal Bazooka                                                 | Fous ta cagoule                       |
| 47      | 25 novembre  | Fatal Bazooka                 | Fous ta cagoule                         | Fatal Bazooka                                                 | Fous ta cagoule                       |
| 48      | 2 décembre   | Fatal Bazooka                 | Fous ta cagoule                         | Fatal Bazooka                                                 | Fous ta cagoule                       |
| 49      | 9 décembre   | Fatal Bazooka                 | Fous ta cagoule                         | Fatal Bazooka                                                 | Fous ta cagoule                       |
| 50      | 16 décembre  | Fatal Bazooka                 | Fous ta cagoule                         | Fatal Bazooka                                                 | Fous ta cagoule                       |
| 51      | 23 décembre  | Fatal Bazooka                 | Fous ta cagoule                         | Fatal Bazooka                                                 | Fous ta cagoule                       |
| 52      | 30 décembre  | Fatal Bazooka                 | Fous ta cagoule                         | Fatal Bazooka                                                 | Fous ta cagoule                       |

## Classement des albums
Le 4 février est créé le classement des albums téléchargés.
| Semaine | Date         | Physique              | Physique                                | Digital               | Digital                                       |
| Semaine | Date         | Artiste               | Titre                                   | Artiste               | Titre                                         |
| ------- | ------------ | --------------------- | --------------------------------------- | --------------------- | --------------------------------------------- |
| 1       | 7 janvier    | Indochine             | Alice et June                           |                       |                                               |
| 2       | 14 janvier   | Fonky Family          | Marginale musique                       |                       |                                               |
| 3       | 21 janvier   | Natasha St-Pier       | Longueur d'ondes                        |                       |                                               |
| 4       | 28 janvier   | M. Pokora             | Player                                  |                       |                                               |
| 5       | 4 février    | M. Pokora             | Player                                  | Arctic Monkeys        | Whatever People Say I Am, That's What I'm Not |
| 6       | 11 février   | Diam's                | Dans ma bulle                           | Diam's                | Dans ma bulle                                 |
| 7       | 18 février   | Booba                 | Ouest Side                              | Diam's                | Dans ma bulle                                 |
| 8       | 25 février   | Diam's                | Dans ma bulle                           | James Blunt           | Chasing Time: The Bedlam Sessions             |
| 9       | 4 mars       | Un, dos, tres         | Un, dos, tres                           | Diam's                | Dans ma bulle                                 |
| 10      | 11 mars      | Diam's                | Dans ma bulle                           | Anaïs                 | The Cheap Show                                |
| 11      | 18 mars      | Placebo               | Meds                                    | Placebo               | Meds                                          |
| 12      | 25 mars      | Patrick Bruel         | Des souvenirs devant                    | Patrick Bruel         | Des souvenirs devant                          |
| 13      | 1er avril    | Patrick Bruel         | Des souvenirs devant                    | Patrick Bruel         | Des souvenirs devant                          |
| 14      | 8 avril      | Les Enfoirés          | Le Village des Enfoirés                 | Les Enfoirés          | Le Village des Enfoirés                       |
| 15      | 15 avril     | Les Enfoirés          | Le Village des Enfoirés                 | Les Enfoirés          | Le Village des Enfoirés                       |
| 16      | 22 avril     | Les Enfoirés          | Le Village des Enfoirés                 | Florent Pagny         | Abracadabra                                   |
| 17      | 29 avril     | Les Enfoirés          | Le Village des Enfoirés                 | Florent Pagny         | Abracadabra                                   |
| 18      | 6 mai        | Les Enfoirés          | Le Village des Enfoirés                 | Katie Melua           | Piece by Piece                                |
| 19      | 13 mai       | Red Hot Chili Peppers | Stadium Arcadium                        | Red Hot Chili Peppers | Stadium Arcadium                              |
| 20      | 20 mai       | Pascal Obispo         | Les Fleurs du bien                      | Pascal Obispo         | Les Fleurs du bien                            |
| 21      | 27 mai       | Pascal Obispo         | Les Fleurs du bien                      | Pascal Obispo         | Les Fleurs du bien                            |
| 22      | 3 juin       | Sniper                | Trait pour trait                        | Najoua Belyzel        | Entre deux mondes... En équilibre             |
| 23      | 10 juin      | Nâdiya                | Nâdiya                                  | Compilation           | DJ Set 2006                                   |
| 24      | 17 juin      | Garou                 | Garou                                   | Keane                 | Under the Iron Sea                            |
| 25      | 24 juin      | Garou                 | Garou                                   | Ayọ                   | Joyful                                        |
| 26      | 1er juillet  | Laurent Voulzy        | La Septième Vague                       | Laurent Voulzy        | La Septième Vague                             |
| 27      | 8 juillet    | Laurent Voulzy        | La Septième Vague                       | Laurent Voulzy        | La Septième Vague                             |
| 28      | 15 juillet   | Laurent Voulzy        | La Septième Vague                       | Laurent Voulzy        | La Septième Vague                             |
| 29      | 22 juillet   | Laurent Voulzy        | La Septième Vague                       | Laurent Voulzy        | La Septième Vague                             |
| 30      | 29 juillet   | Laurent Voulzy        | La Septième Vague                       | Laurent Voulzy        | La Septième Vague                             |
| 31      | 5 août       | Laurent Voulzy        | La Septième Vague                       | Laurent Voulzy        | La Septième Vague                             |
| 32      | 12 août      | Raphael               | Caravane                                | Laurent Voulzy        | La Septième Vague                             |
| 33      | 19 août      | Raphael               | Caravane                                | Laurent Voulzy        | La Septième Vague                             |
| 34      | 26 août      | Olivia Ruiz           | La Femme chocolat                       | Divers artistes       | Miami Vice (Bande originale du film)          |
| 35      | 2 septembre  | Charlotte Gainsbourg  | 5:55                                    | Charlotte Gainsbourg  | 5:55                                          |
| 36      | 9 septembre  | Johnny Hallyday       | Flashback Tour : Palais des sports 2006 | Charlotte Gainsbourg  | 5:55                                          |
| 37      | 16 septembre | Johnny Hallyday       | Flashback Tour : Palais des sports 2006 | Charlotte Gainsbourg  | 5:55                                          |
| 38      | 23 septembre | Hélène Ségara         | Quand l'éternité...                     | Vincent Delerm        | Les Piqûres d'araignées                       |
| 39      | 30 septembre | Vincent Delerm        | Les Piqûres d'araignées                 | Vincent Delerm        | Les Piqûres d'araignées                       |
| 40      | 7 octobre    | Renaud                | Rouge Sang                              | Renaud                | Rouge sang                                    |
| 41      | 14 octobre   | Renaud                | Rouge Sang                              | Renaud                | Rouge sang                                    |
| 42      | 21 octobre   | Yannick Noah          | Charango                                | Yannick Noah          | Charango                                      |
| 43      | 28 octobre   | Yannick Noah          | Charango                                | Yannick Noah          | Charango                                      |
| 44      | 4 novembre   | Bénabar               | Reprise des négociations                | Yannick Noah          | Charango                                      |
| 45      | 11 novembre  | Bénabar               | Reprise des négociations                | Jamiroquai            | High Times - Singles 1992-2006                |
| 46      | 18 novembre  | Michel Sardou         | Hors format                             | Lynda Lemay           | Ma Signature                                  |
| 47      | 25 novembre  | The Beatles           | Love                                    | U2                    | U218 Singles                                  |
| 48      | 2 décembre   | Bénabar               | Reprise des négociations                | Chimène Badi          | Le Miroir                                     |
| 49      | 9 décembre   | Mylène Farmer         | Avant que l'ombre... À Bercy            | Mylène Farmer         | Avant que l'ombre... À Bercy                  |
| 50      | 16 décembre  | Bénabar               | Reprise des négociations                | Michel Delpech        | Michel Delpech &...                           |
| 51      | 23 décembre  | Bénabar               | Reprise des négociations                | Michel Delpech        | Michel Delpech &...                           |
| 52      | 30 décembre  | Bénabar               | Reprise des négociations                | Michel Delpech        | Michel Delpech &...                           |

## Les dix meilleures ventes
Voici la liste des dix meilleures ventes de singles et d'albums pour l'année 2006 en France.

### Singles
| №  | Physique        | Physique                         | Digital                                                       | Digital                               |
| №  | Artiste         | Titre                            | Artiste                                                       |                                       |
| -- | --------------- | -------------------------------- | ------------------------------------------------------------- | ------------------------------------- |
| 1  | Faf Larage      | Pas le temps                     | Madonna                                                       | Hung Up                               |
| 2  | Fatal Bazooka   | Fous ta cagoule                  | Gnarls Barkley                                                | Crazy                                 |
| 3  | La Plage        | Coup de boule                    | Juanes                                                        | La camisa negra                       |
| 4  | Tribal King     | Façon Sex                        | Olivia Ruiz                                                   | J'traîne des pieds                    |
| 5  | Pigloo          | Le Papa pingouin                 | Shakira featuring Wyclef Jean                                 | Hips Don't Lie                        |
| 6  | Pakito          | Living on Video                  | Bob Sinclar & Cutee B featuring Makedah & Big Ali & Dollarman | Rock This Party (Everybody Dance Now) |
| 7  | Diam's          | La Boulette (Génération nan nan) | Anaïs                                                         | Mon cœur, mon amour                   |
| 8  | Najoua Belyzel  | Gabriel                          | Zucchero & Maná                                               | Baila morena                          |
| 9  | Zucchero & Maná | Baila morena                     | Bob Sinclar featuring Steve Edwards                           | World, Hold On (Children of the Sky)  |
| 10 | Faudel          | Mon pays                         | Diam's                                                        | La Boulette (Génération nan nan)      |

### Albums
| №  | Artiste            | Titre                    |
| -- | ------------------ | ------------------------ |
| 1  | Diam's             | Dans ma bulle            |
| 2  | Laurent Voulzy     | La Septième Vague        |
| 3  | Les Enfoirés       | Le Village des Enfoirés  |
| 4  | Bénabar            | Reprise des négociations |
| 5  | Olivia Ruiz        | La Femme chocolat        |
| 6  | Raphael            | Caravane                 |
| 7  | Renaud             | Rouge Sang               |
| 8  | Patrick Bruel      | Des souvenirs devant     |
| 9  | Yannick Noah       | Charango                 |
| 10 | Grand Corps Malade | Midi 20                  |